# 끈벌레
끈벌레는 끈벌레과에 속하며 학명은 Lineus alborostratus이다.

## 특징
모래나 개펄 속, 해조류 사이 또는 바위 밑에 살며 몸 길이는 20cm를 넘지 않지만, 몇몇 종은 수미터가 넘으며 30m나 되는 종도 있다. 몸은 머리와 몸통으로 나뉘며, 몸의 표면은 섬모로 덮여 있고, 꼬리는 뾰족하다. 머리에는 안점·평형기 등의 감각 기관이 있으며, 앞쪽에 주둥이라고 할 수 있는 길다란 근육질 관이 있어서 먹이를 발견하면 이것을 재빨리 길게 뻗어 먹이를 움켜잡는다. 체강이 없으며, 근육층과 내장기관들 사이는 부드러운 조직으로 차 있다. 소화계는 잘 발달되어 있어, 입에서 시작하여 식도·장·항문으로 이어진다. 길다란 혈관이 두세 줄 있다. 암수딴몸이며, 몇몇 종은 암수한몸이다. 알은 부화하여 유생 단계를 거치면서 변태를 하여 성체가 된다. 때로는 무성생식을 하기도 한다. 원래 바다에 살던 습성이었지만 2013년부터 한국의 한강 하류에 발견되기 시작하여 점차 그 서식 지역이 늘어나고 있어 큰 물의를 일으키고 있다. 2015년 4월부터 다시 한강 하류에 출현하여 피해를 끼치고 있다. 신경계 독소를 내뿜어 작은 어류를 마비시키거나 죽게 만들어 생태계에 막대한 악영향을 끼치고 있는데 딱히 천적도 없는 형편이기 때문이다. 2013년 환경부의 발표에 따르면 끈벌레에서 삭시톡신이나 테트로드톡신이 검출되지 않았다고 한다.
2015년에 발견된 끈벌레의 경우 지금까지 발견된 적 없는 신종이라고 한다.